# جاناتان مرغ دریایی (موسیقی متن)
| بررسی انتقادی | بررسی انتقادی |
| منبع          | رتبه‌بندی      |
| ------------- | ------------- |
| آل‌میوزیک      | [ ۱ ]         |
| رولینگ استون  | (متفاوت)      |

جاناتان مرغ دریایی (به انگلیسی: Jonathan Livingston Seagull) یک آلبوم موسیقی متن از نیل دایمند، خواننده و ترانه‌سرا آمریکایی است که در سال ۱۹۷۳ توسط کلمبیا رکوردز منتشر شد. این آلبوم توسط تام کاتالانو تولید شده و موسیقی متن فیلمی به همین نام محصول سال ۱۹۷۳ است. این آلبوم نشانه بازگشت دیاموند به کلمبیا بود و بیش از خود فیلم درآمد داشت. این آلبوم جایزه گرمی ۱۹۷۴ را برای بهترین موسیقی متن نوشته شده برای فیلم سینمایی یا ویژه تلویزیونی دریافت کرد.

## بازخورد
جاناتان مرغ دریایی و آلبوم بعدی دایمند یعنی سرناد (۱۹۷۴)، مجموعاً ۲۷ دیسک طلا را در استرالیا به دست آورد. موسیقی متن فیلم تا سپتامبر ۱۹۷۶، موفقیت مالی بیشتری نسبت به خود فیلم کسب کرد و ۱۲ میلیون دلار فروخت، در حالی که خود فیلم ۲ میلیون فروش داشت.
ویلی فرکلتون، منتقد ارواین هرالد، مشاهده کرد که «باش»، یکی از «آثار کلاسیک دایمند بود که تصنیف بسیار قدرتمندی را می‌خواند». شاون ام. هنی این آلبوم را در یک بررسی آل‌میوزیک، «قانع‌کننده و غنی از بافت و ملودی» دانست و کارگردانی کاتالانو، تنظیم‌های ارکستری هولدریج و آوازهای گاه به گاه دایمند را تحسین کرد و به این نتیجه رسید که آلبوم «به‌طور کامل با قطعه‌ای از پازل فیلم مطابقت دارد».

## فهرست قطعه‌ها
همهٔ ترانه‌ها توسط نیل دایمند نوشته شده‌است.
| سمت یک | سمت یک              | سمت یک | سمت یک |
| شماره  | نام                 | یادداشت‌ها | مدت    |
| ------ | ------------------- | --- | ------ |
| ۱.     | «دیباچه»            | و اینجا داستان ما آغاز می‌شود - آسمان، دریا، دسته.                                                                                          | ۳:۱۹   |
| ۲.     | «باش»               | معرفی جاناتان - پرواز و سقوط او. | ۶:۲۸   |
| ۳.     | «پرواز مرغ دریایی»  | جاناتان به اوج بلندهمتی و نزدیک به فاجعه کشیده می‌شود.                                                                                      | ۲:۲۳   |
| ۴.     | «گرامی‌پدر»          | جاناتان کتک خورده و نزدیک به مرگ، دلایلی را می‌پرسد.                                                                                        | ۵:۱۲   |
| ۵.     | «پرندهٔ آسمان»       | با بازگشت به خانه برای نشان دادن آنچه که آموخته است، حرکات زیبای او فقط بر خشم بزرگان دسته می‌افزاید. او محاکمه، و برای همیشه… مطرود می‌شود. | ۱:۱۲   |
| ۶.     | «پرندل باشکوه تنها» | تنها و سرگردان. | ۳:۱۲   |

| سمت دو | سمت دو                                     | سمت دو                                                                       | سمت دو |
| شماره  | نام                                        | یادداشت‌ها                                                                    | مدت    |
| ------ | ------------------------------------------ | ---------------------------------------------------------------------------- | ------ |
| ۱.     | «اودیسهٔ بودن/ آسمان باشکوه تنها/ گرامی‌پدر» | و به این ترتیب یک سفر، یک اودیسه، یک آزمایش روح آغاز می‌شود.                  | ۹:۲۸   |
| ۲.     | «سرود»                                     | «تعالی، تطهیر، باشکوه».                                                      | ۳:۰۳   |
| ۳.     | «باش»                                      | جاناتان برای آموزش به دسته برمی‌گردد.                                         | ۱:۰۶   |
| ۴.     | «پرندهٔ آسمان»                              | درس                                                                          | ۲:۱۸   |
| ۵.     | «گرامی‌پدر»                                 | جاناتان که دوباره توسط بزرگان مورد سرزنش قرار گرفت، سعی کرد دسته را جمع کند. | ۱:۱۴   |
| ۶.     | «باش»                                      | تکرار رئوس مطلب و خداحافظی با فلچر                                           | ۳:۲۶   |